# Xian de Wensu
Cette page contient des caractères spéciaux ou non latins. S’ils s’affichent mal (▯, ?, etc.), consultez la page d’aide Unicode.
Le xian de Wensu (温宿县 ; pinyin : Wēnsù Xiàn ; ouïghour : ئونسۇ ناھىيىسى / Onsu Nahiyisi) est un district administratif de la région autonome du Xinjiang en Chine. Il est placé sous la juridiction de la préfecture d'Aksou.

## Démographie
La population du district était de 204 055 habitants en 1999.